# 坦噶尼喀非洲民族联盟

坦噶尼喀非洲民族联盟旗帜

坦噶尼喀非洲民族联盟（英語：Tanganyika African National Union，缩写为TANU）是坦桑尼亚历史上的一个非洲民族主义和非洲社会主义政党。1954年7月5日，圣弗朗西斯学院（现称普古中学）教师朱利叶斯·尼雷尔在坦噶尼喀非洲协会的基础上建立该党。1960年，该党成为英属坦噶尼喀领地的执政党。1961年，坦噶尼喀独立。1964年，坦噶尼喀和桑给巴尔合并为坦桑尼亚，该党也改名为坦桑尼亚非洲民族联盟。1977年1月5日，该党与桑给巴尔执政党——非洲-设拉子党合并成立为革命党，作为坦桑尼亚新的执政党。
根据尼雷尔的著作《乌贾马——论社会主义》和该党在1967年发表的《阿鲁沙宣言》，该党的政策是建设和维护一个社会主义国家，致力于实现经济自给自足，消除腐败和剥削，确保主要生产和交换手段掌握在农民和工人手中。
该党执政时，致力于创建一个创新的公共空间，使坦桑尼亚的民间文化能够发展和繁荣；通过吸纳坦桑尼亚所有民族的多样传统和习俗，促进民族自豪感的形成，从而建立一种国家文化。